# Columellia
Columellia, biljni rod iz porodice Columelliaceae, dio reda brunijolike. Pripada mu pet vrsta sa sjeverozapada Južne Amerike, od Kolumbije na sjeveru preko Ekvadora i Perua do Bolivije na jugu.

## Vrste
1. Columellia lucida Danguy & Cherm.
2. Columellia oblonga Ruiz & Pav.
3. Columellia obovata Ruiz & Pav.
4. Columellia subsessilis Schltr.
5. Columellia weberbaueri Schltr.

## Sinonimi
- Uluxia Juss.